# あたかも風のように

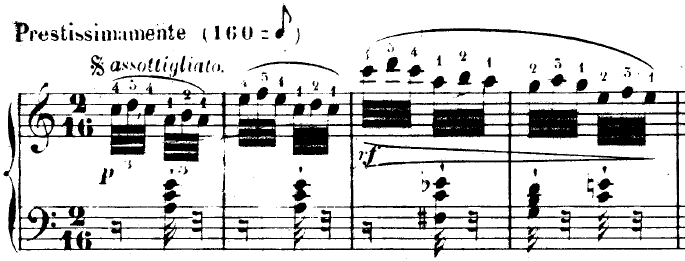
作品冒頭

あたかも風のように（Comme le vent）は、フランスの作曲家シャルル＝ヴァランタン・アルカンの『短調による12の練習曲』作品39の第1曲である。イ短調。プレスティッシマメンテ（Prestissimamente、 = 160）のテンポが指定され、2/16という珍しい拍子の下に高速な演奏が求められる。本作品は始終静かに進行するが、途中何回か一時的に強打が出現する。
アルカンの他の練習曲がそうであるように、この作品もまた技術的に高い難度となっている。高速で正確な指さばきは勿論のこと、平均4分半の演奏時間の間、右手は23ページを埋め尽くす3連32分音符の長いパッセージを常動曲さながらに弾き続けるスタミナが要求される。
尚、アルカンの初期の作品である『3つの悲愴的な様式による3曲』作品15の第2曲『風』（Le vent）は異なる曲である。カイホスルー・シャプルジ・ソラブジは、初期の『風』をより高く評価し、『あたかも風のように』については「竜頭蛇尾であり冗長」と評していた。